# Agglutinations-Polymerasekettenreaktion
Die Agglutinations-PCR (ADAP) ist eine biochemische Methode zur Bestimmung der Menge von Antikörpern. Sie ist eine Variante der Polymerasekettenreaktion (PCR), genauer der Immuno-PCR.

## Eigenschaften
Die Agglutinations-PCR verwendet das Antigen der zu quantifizierenden Antikörper, das zuvor mit Primern markiert wurde. Durch die Bindung von Antikörpern an das Antigen entstehen Immunkomplexe, die miteinander agglutinieren. Wie auch bei anderen Immuno-PCR kombiniert die Agglutinations-PCR die spezifische Bindung von Antikörpern an (beliebige) Antigene mit der Sensitivität der PCR. Dadurch liegt die Nachweisgrenze im zeptomolaren Bereich mit einem Messbereich fünf Zehnerpotenzen darüber.